# Khorsabad
Khorsabad är en assyrisk by i norra Irak, 20 kilometer nordost om Mosul. Det är platsen för den forntida assyriska staden Dur-Sargon, eller på assyriska Dūr-Šarrukīn.

## Staden Dur-Sargon

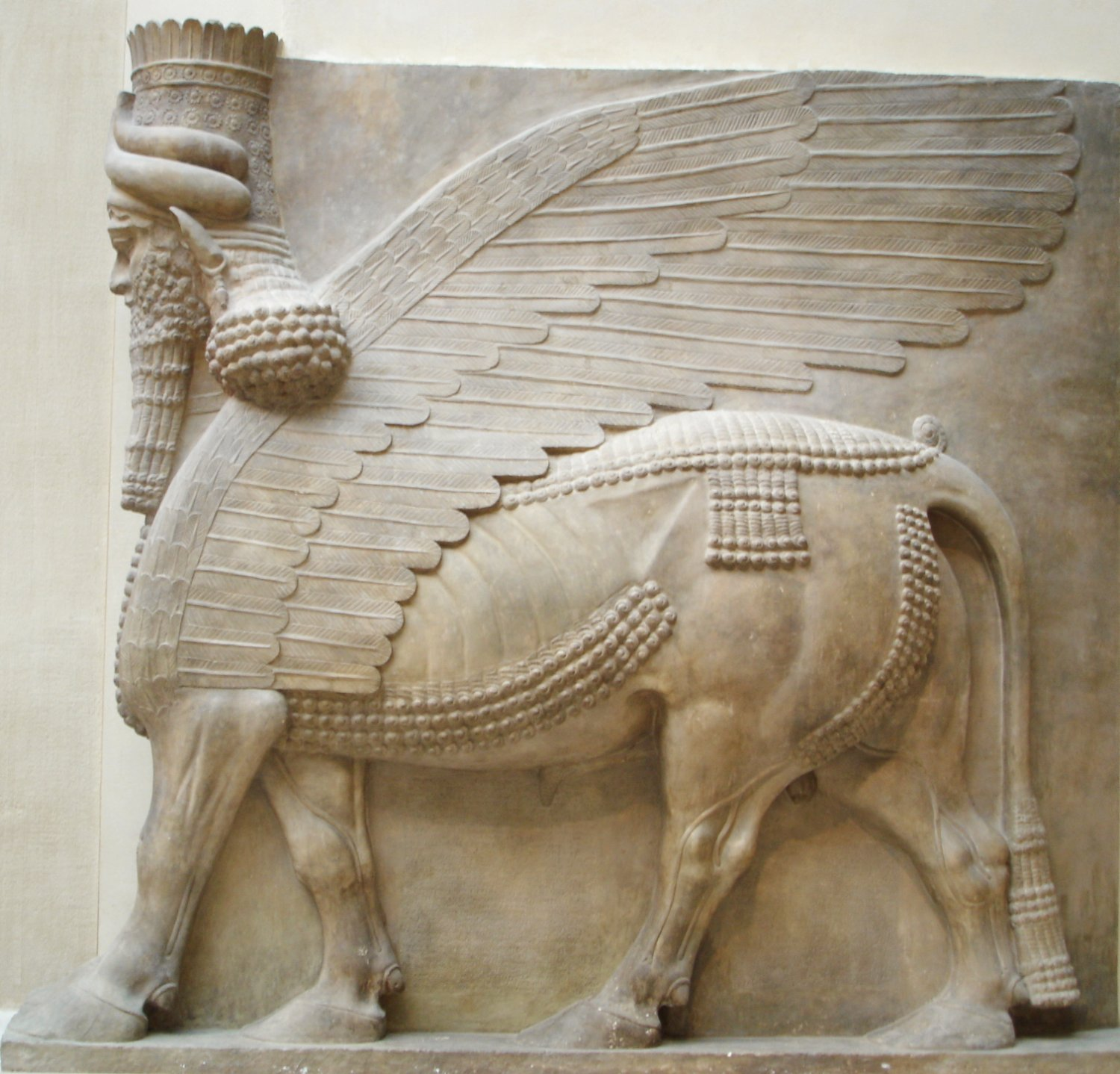
Assyrisk skulptur från Khorsabad, 700-talet f.Kr., numera i Louvren.

Den forntida stadens historia börjar år 717 f.Kr. när den assyriska kungen Sargon II beordrade att Assyrien skulle få en ny huvudstad. Staden placerades på slätten 16 km från den befintliga staden Nineve. Namnet Dur-Sargon betyder "Sargons mur", eller "borg". 
Staden lades ut i en rektangulär form med sidorna 1600 X 1750 meter, vilket ger en yta på nära 3 kvadratkilometer. Stadsområdet omgavs av en 7 km lång ringmur befäst med 157 torn upp till 30 m höjd och 7 portar öppnade sig åt alla väderstrecken. Ett särskilt muromgärdat område upphöjt på en terrass innehöll kungapalatset och stadens tempel. Det fanns tre gudatempel tillägnade Nabu, Shamash och Sin, samt mindre kapell åt gudarna Adad, Ningal och Ninurta. Ett tempeltorn, zikkurat, var även byggt på tempelterrassen. Det fanns även en befäst arsenal i en annan del av staden. Stenskulpturer flankerade portarna och stenreliefer prydde palatsets väggar.
Dur-Sargon invigdes officiellt 707 f.Kr. då gudastatyerna fördes in i stadens tempel. Kung Sargon dödades dock under ett fälttåg två år senare. Hans son och efterträdare avbröt projektet och flyttade huvudstaden till Nineve. Dur-Sargon blev aldrig helt färdigbyggd, och dess funktion upphörde när administrationen flyttades därifrån. Staden övergavs slutgiltigt när Assyrien gick under 100 år senare.

## Upptäckten av staden
Khorsabad upptäcktes av den franska konsuln i Mosul, Paul-Émile Botta, vid mitten av 1800-talet. Under denna tid fördes ett stort antal skulpturer och reliefer till Louvren i Paris. En amerikansk arkeologisk expedition grävde sedan ut delar av staden 1928-1935. De viktigaste upptäckterna gjordes inom assyrisk konst och arkitektur. Få andra fynd fanns från stadens korta historia.